# Referèndum sobre la independència d'Estònia de 1991
Un referèndum d'independència tingué lloc a Estònia el 3 de març de 1991, juntament amb un de similar a Letònia aquell mes. Amb una participació del 82,9%, un 78,4% dels votants respongueren afirmativament a la pregunta. La independència fou restaurada la nit del 20 d'agost pel Consell Suprem d'Estònia.

## Resultats
La pregunta fou: Voleu la restauració de la independència i la sobirania nacional de la República d'Estònia?
|                     | Vots      | Percentatge |
| ------------------- | --------- | ----------- |
| Sí                  | 737.964   | 78,4        |
| No                  | 203.199   | 21,6        |
| Invàlids/En blanc   | 6.967     | -           |
| Total               | 948.130   | 100         |
| Cens/Participació   | 1.144.309 | 82,9        |
| Font: Riigi Teataja |           |             |